# نفثوميسين أ
```

```

النفثوميسين أ هو نوع من النافثوميسين . تم عزله كصباغ أصفر من بكتيريا Streptomyces collinus ويظهر نشاطًا مضادًا للبكتيريا والفطريات والأورام. يحتوي النفثوميسين على أطول سلسلة كربونية أليفاتية من عائلة أنساميسين. تم التحقيق في أصول التخليق الحيوي للهيكل العظمي الكربوني من PKS1 عن طريق تغذية السلائف التي تحمل علامة 13C وتحليل المنتج اللاحق 13C-NMR. تم استنساخ مجموعات جينات النفثوميسين وتسلسلها لتأكيد المشاركة في التخليق الحيوي عن طريق حذف منطقة 7.2 كيلوبايت. تم تحديد 32 جينًا في الكتلة 106 كيلو بايت.